# 達拉巴尼
48°11′11″N 26°35′21″E / 48.18639°N 26.58917°E
達拉巴尼（羅馬尼亞語：Darabani）是羅馬尼亞的城鎮，由博托沙尼縣負責管轄。該鎮位於羅馬尼亞北部，為羅馬尼亞最北端的小鎮。達拉巴尼下轄三個村莊：巴茹拉（Bajura）、埃尚卡（Eșanca）與利什默尼察（Lișmănița）。
達拉巴尼鎮是電視劇《漢娜》的其中一個場景，在該劇中有著重要的地位。